# 川鄂佛肚苣苔
川鄂佛肚苣苔（学名：Oreocharis rosthornii）为苦苣苔科马铃苣苔属下的一个种。